# Maarten van Norden

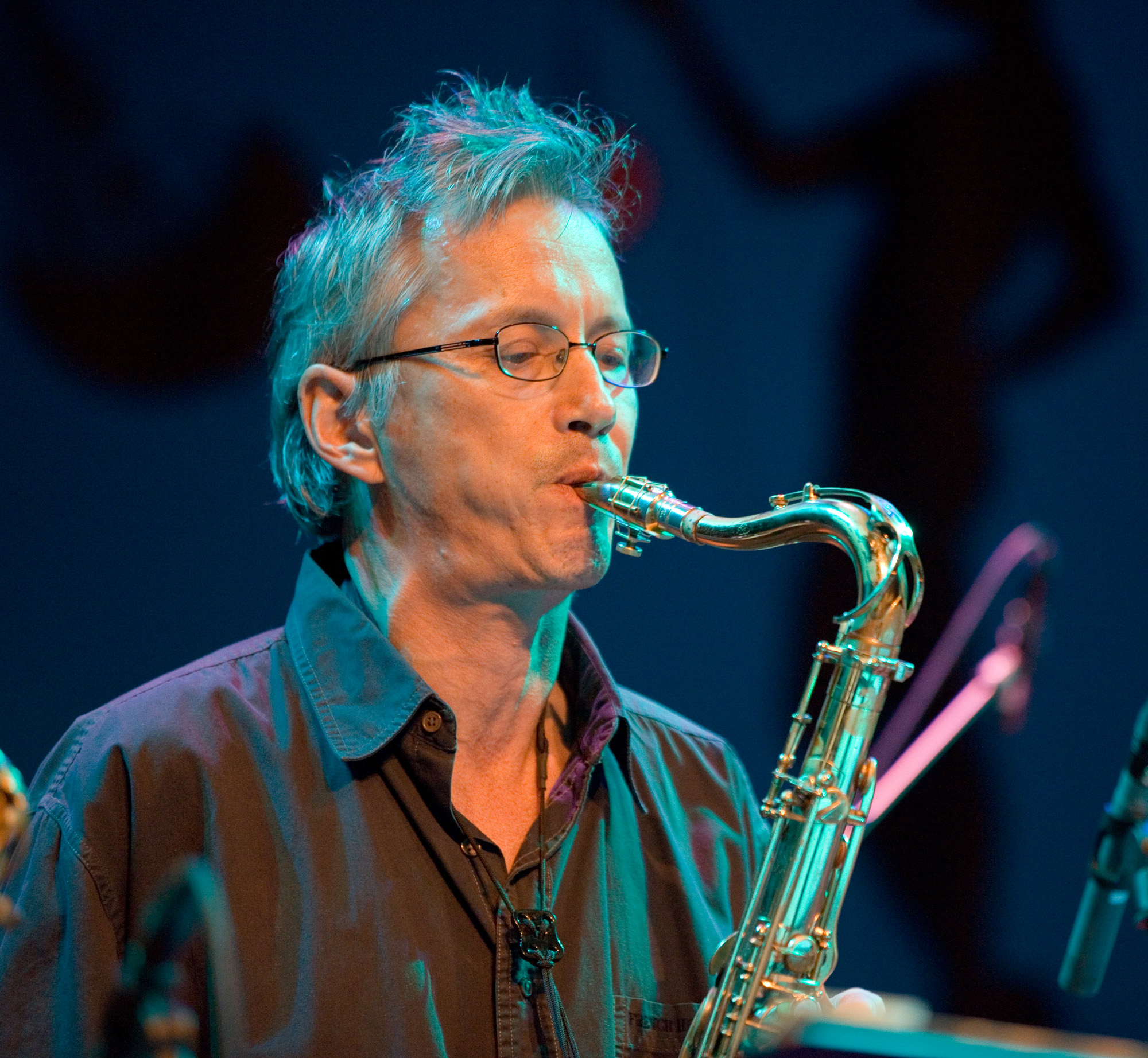
Maarten van Norden (2012)

Hans Maarten van Norden (* 1. November 1955 in Amsterdam; † 5. September 2024 ebendort) war ein niederländischer Jazzmusiker (Tenorsaxophon, Klarinette) und Komponist.

## Leben und Wirken
Van Norden startete seine musikalische Karriere Mitte der 1970er Jahre im Willem Breuker Kollektief, dem er bis zur Auflösung 2012 angehörte und an dessen Alben er beteiligt ist. Er studierte zunächst klassische Klarinette bei Jan Koene und Jazzsaxophon bei Harvey Weinapple sowie Komposition bei Louis Andriessen am Koninklijk Conservatorium Den Haag. Außer bei Breuker arbeitete er auch mit dem Orkest De Volharding, der Contraband von Willem van Manen und seiner eigenen Jazzrockband Future Shock.
Die Aufführung seiner Komposition Cookie Girl durch das Orkest de Volharding auf dem Bang on a Can Festival in New York City 1990 brachte ihn in Kontakt mit den jüngeren amerikanischen Komponisten und führte zu einem Aufbaustudium an der Yale University, wo er 1996 bei Jacob Druckman und Allen Forte seinen Master of Music ablegte. 2003 war er Absolvent des Studiengangs Contemporary Music through Non-Western Techniques am Sweelinck Conservatorium. Als Komponist schrieb er für das Radio Filharmonisch Orkest und das Radio Kamer Orkest (VARA-Matinee) ebenso wie für das Nederlands Blazers Ensemble, Koor Nieuwe Muziek, das Metropole Orkest, die David Kweksilber Big Band, die Slagwerkgroep Den Haag oder das Aurelia Saxofoonkwartet. Seine Werke wurden im Concertgebouw, aber auch auf Festivals wie dem Crossing Border Festival in Toronto, dem Huddersfield New Music Festival, dem Warschauer Herbst, dem North Sea Jazz Festival, oder den Nederlandse Muziekdagen (1998, 2001, 2005, 2006) aufgeführt. In seinen neueren Arbeiten verwendete er u. a. karnatische (südindische) Rhythmustechniken. Weiterhin verfasste er Filmmusik (Mene Tekel, Film von Pieter Fleury) und lehrte als Dozent am Konservatorium von Utrecht.

## Diskographische Hinweise
- Future Shock: It’s Great (BVHaast)
- Future Shock: Electric Night (Timeless 305)
- Future Shock: Handclaps (Timeless 374)
- Songs to Make the Dust Dance (Attacca, 2008; mit Osiris Trio, Matangi String Quartet & Insomnio Ensemble)